# Saint-Germain (Vienne)
Saint-Germain é uma comuna francesa na região administrativa da Nova Aquitânia, no departamento de Vienne. Estende-se por uma área de 20,23 km². Em 2010 a comuna tinha 947 habitantes (densidade: 46,8 hab./km²).